# 大叶匙羹
大叶匙羹（学名：Gymnema tingens），又名猪罗摆（广东）、大叶匙羹藤，是夹竹桃科匙羹藤属的植物。分布在越南、马来西亚、印度、菲律宾、印度尼西亚以及中国大陆的广西、广东、贵州、云南等地，见于山地溪边林中和灌木丛中，目前尚未由人工引种栽培。